# Volkswagen 1,6 TDI-motor
Volkswagen 1,6 TDI-motoren er en dieselmotor fra Volkswagen Aktiengesellschaft. Motoren blev introduceret i 2009 og afløste 1,9 TDI-motoren. Motoren bruges i forskellige bilmodeller fra Volkswagen, Audi, SEAT og Škoda Auto.
I modsætning til 1,9 TDI-motoren, som havde pumpe/dyse-indsprøjtning, har 1,6 TDI commonrail-indsprøjtning.
Motoren findes i fire ydelsestrin: 55 kW (75 hk), 66 kW (90 hk), 75 kW (102 hk) og 77 kW (105 hk). Den svageste udgave blev dog allerede i 2010 afløst af 1,2 TDI-motoren.
Alle varianterne har 4 cylindre, 2 overliggende knastaksler og 16 ventiler.

## Tekniske specifikationer
| Motorkode | Effekt ved omdr./min. | Drejningsmoment ved omdr./min. | Byggeår     | Bilmodeller |
| --------- | --------------------- | ------------------------------ | ----------- | --- |
| CAYA      | 55 kW (75 hk) / 4000  | 195 Nm / 1500 − 2000           | 2009 − 2010 | Škoda Fabia, Volkswagen Polo |
| CAYB      | 66 kW (90 hk) / 4200  | 230 Nm / 1500 − 2500           | 2009 −      | Audi A1, Audi A3, SEAT Ibiza, SEAT León, SEAT Altea, Škoda Fabia, Škoda Roomster, Volkswagen Polo, Volkswagen Golf, Volkswagen Touran                                                                                                  |
| CAYC      | 77 kW (105 hk) / 4400 | 250 Nm / 1500 − 2500           | 2009 −      | Audi A1, Audi A3, SEAT Ibiza, SEAT León, SEAT Altea, Škoda Fabia, Škoda Roomster, Škoda Octavia, Škoda Superb, Škoda Yeti, Volkswagen Polo, Volkswagen Golf, Volkswagen Touran, Volkswagen Jetta, Volkswagen Passat, Volkswagen Beetle |
| CAYD      | 75 kW (102 hk) / 4400 | 250 Nm / 1500 − 2500           | 2010 −      | Volkswagen Caddy |